# Tavoy
Tavoy (in Birmano ထားဝယ္‌မ္ရုိ့ (Tavai) ; MLCTS: hta: wai mrui.; conosciuta anche come Dawei), è una città del sud-est della Birmania (o Myanmar) ed è il capoluogo della divisione del Tenasserim (chiamata anche divisione del Tanintharyi), locata a circa 614,3 km a sud di Rangoon, sulla sponda nord del fiume Dawei.
Secondo il censimento del 2014 contava 146 964 abitanti, in maggioranza Bamar.

## Storia
L'area attorno all'estuario del fiume Dawei fu abitata per secoli da Mon, Karen e navigatori Thai. L'attuale città fu fondata nel 1751 come piccolo porto per l'impero Thai del re Ayuthaya. Con il passare degli anni il suo controllo si alternò fra Birmania e Siam, fino all'annessione inglese della regione dopo la prima guerra Anglo-Birmana del 1826. Solo di recente connessa con il resto della Birmania con strade e ferrovie, Tavoy è recentemente stata al centro di una controversia circa un gasdotto che Myanmar e Thailandia progettavano di costruire in prossimità del golfo di Martaban.

## Prodotti locali
L'aria produce gomma, pesci essiccati e legno di teak. Produce anche anacardio, betel, che vengono esportati in Cina, India e Thailandia. Tavoy è anche conosciuta per la sua varietà di frutti esotici come ananas, mango, mangostani e durii (conosciuto come il Re dei Frutti).

## Linguaggio
Tavoy ha anche un linguaggio proprio, che nel resto della Birmania viene riconosciuto semplicemente come un dialetto. Il linguaggio scritto è stato perso da secoli e ormai anche il parlato si sta estinguendo.

## Attrazioni
La spiaggia di Maungmagan è approssimativamente a 45 minuti dal centro di Tavoy. Nella zona ci sono anche sorgenti calde. Tavoy è anche il più importante centro religioso del Tenasserim. La distribuzione della città è irregolare, a causa della crescita disordinata del centro urbano.